# Polonia Congresului

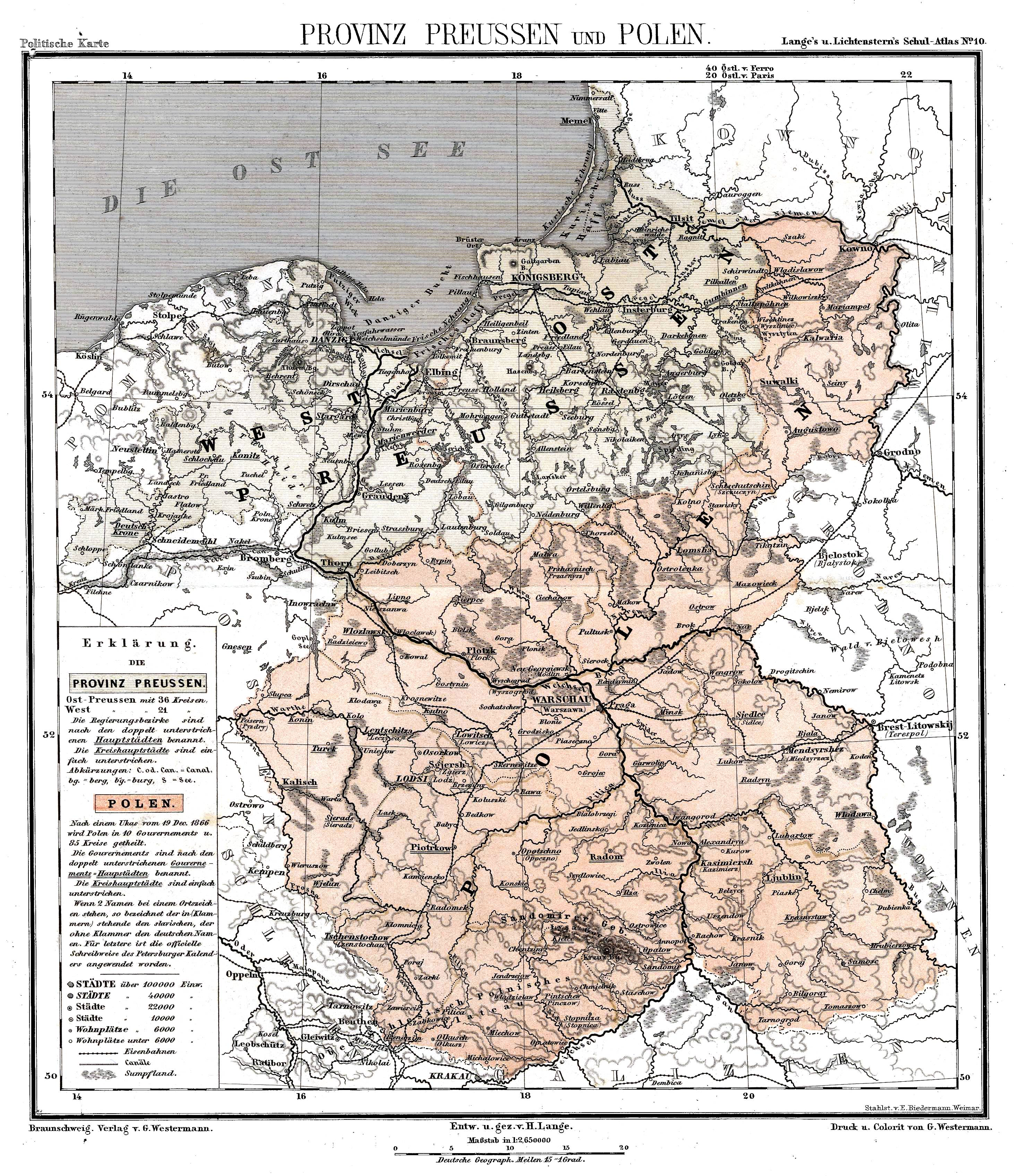
Polonia Congresului în 1871

Polonia Congresului este denumirea neoficială a Regatului Poloniei (1815-1831) aflat sub suzeranitate rusă, o entitate politică creată după dezmembrarea Ducatului Varșoviei hotărâtă la Congresul de la Viena din 1815, atunci când marile puteri au reorganizat Europa după războaiele napoleoniene. Avea o suprafață de aproximativ 127.000 de  km² (față de circa 1 milion de km² ai Uniunii polono-lituaniene) și o populație de aproximativ 2.600.000 (în 1814) (comparați cu cei aproximativ 10 milioane ai Respospolitei).
Polonia Congresului a apărut ca rezultat al eforturilor lui Adam Jerzy Czartoryski, ministrul afacerilor externe al Rusiei, politician de origine poloneză, care visa la renașterea statului polonez în alianță cu Imperiul Rus. În mod formal, Regatul Poloniei era una dintre puținele monarhii constituționale ale vremii din Europa, avându-l pe țarul Rusiei ca rege. Problema principală era aceea că țarul, care domnea în mod absolutist în Rusia, dorea aceleași puteri depline și în Polonia, în condițiile în care regatul avea una dintre cele mai liberale constituții ale secolului al XIX-lea din Europa.  Polonia Congresului avea un parlament (Seimul) care vota legi și care era responsabil în fața țarului. Țara avea de asemenea propria monedă națională, un buget, un cod penal și era separată de restul imperiului printr-o graniță vamală.
Polonia Congresului a rezistat pentru cam 15 ani. La început, țarul Alexandru I a fost încoronat rege al Poloniei și s-a angajat să se supună constituției. În timp, țarul a schimbat situația, acesta i-a acordat Marelui Duce Constantin Pavlovici puteri aproape dictatoriale. Succesorul acestuia, țarul Nicolae I a refuzat să se lase încoronat monarh polonez, în schimb a continuat să limiteze libertățile regatului. În 1831, Seimul l-a deposedat pe țar de titlul de Rege al Poloniei ca răspuns  la reducerile repetate ale puterilor parlamentului. Țarul a reacționat trimițând armată în Polonia și așa numita „revolta din noiembrie” a fost înăbușită.
Înăbușirea revoltei din noiembrie în urma unei campanii militare de 11 luni a dus la sfârșitul Poloniei Congresului. O nouă revoltă a izbucnit în ianuarie 1863. Ca răspuns, constituția a fost abolită și entitatea statală poloneză a fost încorporată în Imperiul Rus, mai târziu chiar numele de „regatul Poloniei” a fost schimbat în "Ținutul Privislinskii" (Privislinski Krai).
În penultimul deceniu al secolului al XIX-lea, limba oficială Poloniei Congresului a devenit rusa, poloneza fiind interzisă în administrație și în învățământ și procesul de eliminare a autonomiei a fost încheiat.
În  1912, partea de sud-est al fostului regat din jurul orașului Chełm, a fost desprinsă de entitatea poloneză și incorporată în Rusia.
Polonia Congresului a fost jefuită și abandonată de armata rusă în 1915 și, mai apoi, Puterile Centrale  au creat în această zonă un nou regat polonez.
De-a lungul întregului secol al XIX-lea, denumirea de Polonia Congresului a continuat să fie folosit în legătură ce aceste teritorii, deși entitatea statală pe care o definea nu mai exista. Termenul Kongresówka este folosit în mod obișnuit în limba poloneză cu un ușor iz peiorativ, denumind pe toți locuitorii zonei centrale a Poloniei.